# Chaerophyllum heldreichii
Chaerophyllum heldreichii là một loài thực vật có hoa trong họ Hoa tán. Loài này được Orph. mô tả khoa học đầu tiên năm 1856.